# Nitō-ryū
Nitō-ryū (二刀流, âm Hán Việt: nhị đao lưu) là danh từ tổng hợp để chỉ kỹ thuật dụng kiếm, tấn công và phòng thủ hợp nhất bằng cách vận dụng hai thanh kiếm trên hai tay tả hữu. Kỹ thuật này còn được gọi là Nitō Kenpō (二刀剣法, nhị đao kiếm pháp) trong võ học Nhật Bản. Danh từ này còn được dùng để chỉ kỹ thuật vận dụng hai loại vũ khí khác bằng ở hai tay tả hữu. Danh từ này đối lập với Ittō-ryū (nhất đao lưu), kỹ thuật dụng một thanh kiếm bằng cả hai tay, vốn là thường thức trong kiếm thuật Nhật Bản.

## Song kiếm Nhật Bản
Hình thức cơ bản nhất của các phái song kiếm Nhật Bản là cầm kiếm chính (kiếm dài, Honzashi) bằng tay thuận và kiếm phụ (kiếm ngắn, Wakizashi) ở tay còn lại. Kiếm Nhật vốn dài và nặng, được chế tạo với mục đích cầm bằng hai tay nên kỹ thuật đánh song kiếm bằng kiếm Nhật rất khó hội đắc. Vì vậy có rất ít lưu phái tập trung chủ yếu vào lối đánh song kiếm. Trong cả nghìn phái kiếm Nhật tự cổ chí kim, chỉ có vài lưu phái là truyền thụ kỹ thuật này. Trong Kendō, môn thể thao phát sinh từ kiếm thuật Nhật Bản cổ cũng thấy có nhiều Kendōka sử dụng song kiếm. Cũng có phái kiếm Ittō-ryū ban đầu tập luyện song kiếm cho quen tay rồi sau trở lại cầm một kiếm bằng hai tay.
Kỹ thuật đánh song kiếm chủ yếu được truyền dạy trong các phái võ nghệ cổ, có phái dạy cầm kiếm chính bằng tay thuận và cũng có phái cầm kiếm chính bằng tay nghịch. Cũng có một số ít lưu phái sử dụng cả hai kiếm phụ (Wakizashi) ở cả hai tay. Ngoài ra còn thấy có thuật đánh Jitte ở cả hai tay như song kiếm hoặc dùng hai lưỡi hái cùng lúc. Trong Shurikenjutsu cũng tồn tại một loại kỹ thuật cầm kiếm ở một tay và tay nghịch cầm Shuriken.
Trong các lưu phái lấy kỹ thuật đánh song kiếm làm trọng tâm thì có phái Niten Ichi-ryū do Miyamoto Musashi sáng lập là nổi tiếng nhất. Ngoài ra, lịch sử còn ghi nhận Nitta Yoshisada, một võ tướng sống vào thời Kamakura cũng là một đại cao thủ sử dụng song kiếm. Trong Taiheiki (Thái bình ký) có những đoạn miêu tả Nitta hai tay cầm hai đại kiếm chém rơi tên bắn về phía mình. Trong các phái võ cổ ở Okinawa, nơi chịu nhiều ảnh hưởng của Trung Hoa và Đông Nam Á, còn thấy có những kỹ thuật đánh Sai và Tonfa ở cả hai tay.

## Song kiếm các nước
Tương tự Nhật Bản, người châu Âu cũng có kỹ thuật đánh hai kiếm, tay phải cầm kiếm Rapier và tay trái cầm đoản kiếm Main-gauche. Nhìn từ góc độ của kiếm Tây (Fencing) và Kendō thì kỹ thuật này khá kỳ dị, nhưng sự kết hợp giữa Rapier và Main-gauche lại cực kỳ phổ biến ở phương Tây. Kỹ thuật này thường thấy ở Ý trong thời kỳ phục hưng. Nguyên lai, kỹ thuật đánh kiếm của phương Tây coi thanh kiếm ở tay phải để tấn công, còn tay trái cầm khiên để phòng thủ nên kỹ thuật song kiếm với kiếm ngắn ở tay trái cũng không trái với lối suy nghĩ của người Tây. Hơn nữa, lối đánh này chủ yếu dùng đòn đâm nên có ưu điểm dễ phòng ngự hơn đòn chém. Đoản kiếm Main-gauche thường có đốc kiếm lớn hoặc đốc kiếm dạng móc như Jitte nên khi đỡ kiếm của đối phương thì không còn linh hoạt được nữa. Lợi điểm của lối đánh song kiếm với một tay cầm kiếm ngắn là có thể kiểm soát tình huống ở khoảng cách xa và gần, nhất là khi hai đấu thủ đang ở khoảng cách xa, bất ngờ tăng tốc tiếp cận nhau thì dù nhát đánh thứ nhất bằng kiếm dài không thành công cũng có thể ra đòn tiếp theo bằng kiếm ngắn.
Trung Hoa cũng có kỹ thuật đánh song kiếm, song đao, ở Đông Nam Á cũng thấy có những kỹ thuật đánh hai gậy, hai đoản kiếm hay hai trường kiếm trong các môn võ Sillat và Eskrima.

## Song kiếm Nhật Bản trong thể thao
Trong Kendō, Nitō-ryū được thừa nhận trong các giải đấu chính thức, và nó cũng được gỡ bỏ lệnh cấm từ năm 1992 trong các giải đấu học sinh. Trong thi đấu, kiếm ngắn Kodachi chủ yếu được dùng để đỡ và gạt kiếm của đối phương và kiếm dài Tachi dùng để đánh vào người đối phương, ghi điểm. Về cơ bản thì đòn đánh vào người đối phương bằng kiếm ngắn Kodachi không được xem là đòn đánh hiệu lực. Nói một cách kỹ càng thì đòn đánh bằng Kodachi vẫn được xem là đòn đánh hiệu lực, nhưng vì phạm vi tấn công hẹp nên rất khó để ra đòn hoàn hảo bằng Kodachi nên không được xem là đòn đánh hiệu lực. Mặt khác, kiếm dài Tachi của các đấu sĩ Nitō-ryū cũng ngắn hơn kiếm bình thường nên đòn đâm ngực đối với đấu sĩ Nitō-ryū không được thừa nhận từ năm Heisei thứ 7 (1995) theo luật sửa đổi.

## Nitō-ryū trong tiếng Nhật
Nitō-ryū, ngoài nghĩa là phái song kiếm, lối đánh hai kiếm thì từ này còn mang ý nghĩa "lưỡng thê", "lưỡng cư", "xăng pha nhớt" trong cảm giác của người Nhật. Nitō-ryū còn là ẩn ngữ, tiếng lóng chỉ người đồng tính (nhất là nam). Nitō-ryū cũng dùng để chỉ người thích uống rượu và ăn đồ ngọt, vì phần đông người thích uống rượu thì ngán đồ ngọt.
Trong bóng chày, người ta cũng gọi các tuyển thủ đánh bóng được cả hai tay (Switch hitter), tuyển thủ làm nhiệm vụ ném bóng kiêm bắt bóng là Nitō-ryū.

## Các phái song kiếm tồn tại đến ngày nay
- Niten Ichi-ryū (dạy chính là song kiếm)
- Musashi Enmei-ryū
- Tenshin Shōden Katori Shintō-ryū
- Shinkage-ryū
- Shingyōtō-ryū
- Ryūgō-ryū
- Kageyama-ryū
- Ōishi Shinkage-ryū
- Tokuei Sō-ryū
- Shibukawa-ryū
- Shindō Musō-ryū Jōjutsu
- Komagawa Kaishin-ryū
- Daitō-ryū (phái này chủ yếu dạy Hiệp khí Nhu thuật)
- Yagyū Shingan-ryū
- Tendō-ryū
- Ikkaku-ryū
- Asayama Ichiden-ryū